# La mare (Santiago Rusiñol)
La mare és una obra de teatre en 4 actes, original de Santiago Rusiñol, estrenada per primera vegada al Teatre Victòria de Barcelona, per la companyia del Teatre Català, la nit del 20 de febrer de 1907. L'autor la va escriure a Mallorca, simultàniament amb l'Auca del Senyor Esteve, i quan es va estrenar a la ciutat comtal ja feia algunes setmanes que es podia veure traduïda al castellà per Gregorio Martinez Sierra en els primers teatres que formaven part de la gira de la companyia d'Enric Borras per Espanya.
A Madrid, l'obra fou censurada per la suposada vinculació de l'autor amb Solidaritat Catalana.

## Repartiment de l'estrena
- Rosa, la mare (60 anys): Adela Clemente
- Manel, el seu fill (23 anys): August Barbosa
- Isidre, fadrí forner (70 anys): Iscle Soler.
- Vailet, aprenent (14 anys): Srta. Vallbé.
- Senyor Joan (60 anys): Modest Santolària.
- Senyor Mestre (50 anys): Vicent Daroqui.
- Senyor Carmona, pintor (45 anys): Sr. Piera.
- Albert, pintor (28 anys): Sr. Viñas.
- Senyor Trilles, crític (40 anys): Jaume Virgili.
- Isabel, model (22 anys): Antònia Baró.
- Senyora Empar, mare d'Isabel (50 anys): Carme Parreño.
- Joan Romeu, crític (30 anys): Carles Capdevila.
- Un pobre (65 anys): Miquel Sirvent.
- Homes, dones, nois i cobla.
- Direcció escènica: Sr. Piera.